# Альфред Нобель
А́льфред Бе́рнард Но́бель (швед. Alfred Bernhard Nobel; 21 жовтня 1833, Стокгольм — 10 грудня 1896, Санремо, Італія) — шведський хімік, винахідник, підприємець і благодійник.
На його честь названо синтетичний хімічний елемент нобелій (Nobelium) також фізико-технічний інститут у Стокгольмі та Університет у Дніпрі.

## Біографія
Альфред Нобель народився в Стокгольмі 21 жовтня 1833 в сім'ї Еммануеля Нобеля-молодшого (1801—1872), винахідника та інженера, і Андріетти Нобель (1805—1889). Він був третім сином, всього в сім'ї було восьмеро дітей. Сім'я була збіднілою, і вижили, крім Альфреда, лише Роберт, Людвіг і Еміль. Через свого батька Альфред Нобель був нащадком шведського вченого Улофа Рудбека (1630—1702), і, в свою чергу, хлопчик цікавився технікою, зокрема вибухівкою, вивчаючи основні її принципи від свого батька в ранньому віці. Інтерес до технологій успадкував від свого батька, випускника Королівського технологічного інституту в Стокгольмі.
Після численних невдач у бізнесі, в 1837 році Еммануель переїхав до Санкт-Петербурга та став успішним виробником верстатів і вибухових речовин. Він винайшов сучасну фанеру та почав працювати над торпедою. У 1842 році його сім'я переїхала до нього в Санкт-Петербург. Тепер, процвітаючи, його батьки змогли відправити Нобеля до приватних наставників, і хлопчик досяг успіху в навчанні, особливо в галузі хімії і мов, і навчився вільно розмовляти англійською, французькою, німецькою та російською мовами. Упродовж 18 місяців, з 1841 по 1842 рік, Нобель ходив в єдину школу, в якій він, коли-небудь навчався, в Апологічну школу ім. Якова в Стокгольмі.
У 1849 році, після семи років перебування сім'ї Нобелів в Петербурзі, батько за порадою російського хіміка Миколи Зініна відправив сина на навчання на південь, а згодом до США. Навесні наступного року шістнадцятирічний Альфред виїхав із Петербурга. Побував у Данії, Німеччині, Італії, Франції, а згодом й у самих Сполучених Штатах. У Парижі зустрів Асканіо Собреро, який відкрив у 1847 році нітрогліцерин. Собреро рішуче виступав проти використання нітрогліцерину, оскільки він був непередбачуваним і вибухав під впливом тепла або тиску. Але Нобель зацікавився пошуком способу контролю та використання речовини в якості корисної з погляду торгівлі, оскільки він мав набагато більшу потужність, ніж порох. У 18 років вирушив до Сполучених Штатів на один рік, щоб вивчити хімію. Там працював впродовж короткого періоду часу у винахідника Джона Ерікссона, який розробив під час громадянської війни в США броненосець USS Monitor. У 1857 році Нобель подав свій перший патент, англійський патент на газовий лічильник, в той час як його перший шведський патент, який він отримав в 1863 році, це «способи приготування пороху».
Повернувшись до Росії, Нобель розпочав ведення справ сімейних фабрик, які виконували військові замовлення для російської армії. Подальшому процвітанню компанії Нобеля сприяла Кримська війна (1853—1856), що почалася 1853 року. У 1859 році батько Нобеля залишив свій завод під опіку другого сина, Людвіга, який значно поліпшив бізнес. Нобель і його батьки повернулися до Швеції з Росії, де Нобель присвятив себе вивченню вибухових речовин, й особливо безпечного виробництва та використання нітрогліцерину. У 1863 році Нобель винайшов детонатор.
3 вересня 1864 року на фабриці в Геленеборге поблизу Стокгольма вибухнув сарай, який використовували для приготування нітрогліцерину. В результаті трагедії загинуло п'ятеро осіб, в тому числі молодший брат Нобеля – Еміль. Не зважаючи на аварії, Нобель продовжував будувати заводи, зосередившись на поліпшенні стабільності вибухових речовин, які він розробляв. У 1867 році Нобель отримав патент на динаміт — суміш нітрогліцерину зі здатними вбирати його речовинами. Рекламуючи своє відкриття, він проводив публічні демонстрації нової вибухової речовини і читав лекції про те, як вона працює. В результаті до винаходу Нобеля почали проявляти інтерес дедалі більше людей. Динаміт був запатентований в США та Великій Британії й широко використовувався в гірничодобувній промисловості та будівництві транспортних мереж на міжнародному рівні. У 1875 році Нобель винайшов вибухову желатину, більш стабільну й потужну, ніж динаміт, а в 1887 році запатентував балістів, попередник кордіта.
У 1888 році за помилкою репортерів в газеті опублікували повідомлення про смерть Нобеля, переплутавши його з братом Людвігом, який помер в Каннах. Повідомлення мало на Альфреда серйозний вплив, бо про нього стали писати «мільйонер на крові», «торговець вибухової смертю», «динамітний король». Після цього він вирішив зробити щось, щоб не залишитися в пам'яті людства «лиходієм світового масштабу».
Нобель був обраний членом Шведської королівської академії наук в 1884 році, тим же інститутом, який пізніше відібрав лауреатів на дві Нобелівських премії, а в 1893 році йому присвоєно почесний докторський ступінь в Упсальському університеті.
Від виробництва динаміту, інших вибухових речовин та розробок нафтових полів Баку (товариство «Бранобель»), у яких він і його брати Людвіг та Роберт грали вагому роль, Альфред Нобель накопичив чималий спадок. За своє життя Нобелю було видано 355 патентів на міжнародному рівні, і після смерті в його бізнесі було створено понад 90 заводів з виробництва озброєнь, попри його віру в пацифізм.
Звинувачений в «державній зраді Франції» за продаж Баллістіти в Італію, Нобель переїхав з Парижа в Сан-Ремо в 1891 році. 10 грудня 1896 Альфред Нобель помер на своїй віллі від крововиливу в мозок у 63 роки. Похований на кладовищі Норра в Стокгольмі. Без відома своєї сім'ї, друзів або колег він залишив велику частину свого багатства в довірчому управлінні, щоб фінансувати нагороди, що стануть відомі як Нобелівська премія.

## Особисте життя
Хоча Альфред Нобель так ніколи і не був одруженим, однак відчував кохання. Неофіційно мадам Нобель іменують Берту фон Зуттнер (до шлюбу фон Кінскі) — австрійську письменницю та пацифістку, яка мала на нього особливий вплив. Вони познайомилися у 1877 році, коли 34-річна графиня Берта фон Кінскі приїхала за рекомендацією до Парижа і короткий час працювала секретаркою хіміка. Однак Берта одружується з бароном Артуром фон Зуттнером, набагато молодшим за неї, а з Нобелем до кінця його життя листується. Проте лише Берта фон Зуттнер могла стати дружиною знаменитого вченого та благодійника.

## Досягнення
Найвідомішим досягненням А. Нобеля був винахід динаміту, запатентованого 1867 року. Саме виробництво цієї вибухівки стало основою швидкого збагачення підприємця.
Володів понад 90 фабриками в 20 країнах світу, був власником 355 патентів.
Був членом Королівського інституту в Лондоні, Товариства цивільних інженерів у Парижі та Шведської королівської академії наук.

## Винаходи

### Динаміт
Нобель відкрив, що нітрогліцерин у складі інертної субстанції, такої, як діатоміт, стає безпечнішим і зручнішим для використання, і цю суміш в 1867 він запатентував під назвою динаміт.
Динаміт запатентований 1867 року і до середини XX століття використовувався як основна вибухова речовина у гірничій справі. Через високу чутливість до механічних впливів, високої токсичності та вогню вони в 60-х рр. XX ст. частково замінений на безпечніші і менш токсичні порошкоподібні гранульовані вибухові речовини та водовмісні пластичні аміачно-селітряні вибухові речовини.
Динаміти складаються з нітроефіру (нітрогліцерину або динітрогліколю), вміст яких не менше 40 % з різними домішками (деревне борошно[ru], кізельгур тощо) і нітроцелюлози. Розрізняють динаміти: пластичні (гримучі драглі, желатин-динаміти), напівпластичні, порошкоподібні.

### Вибухова желатина
Пізніше він поєднав нітрогліцерин з іншою вибуховою сполукою, колодієм, і отримав прозору драглисту речовину, більш високої вибухової активності, ніж динаміт. Вибухова желатина, як вона була названа, була запатентована в 1876 р. Пізніше були проведені експерименти зі створення подібних комбінацій з нітратом калію, деревною масою та іншими.

## Нобелівська премія
Помилкова публікація в 1888 році некролога Нобеля (газетярі переплутали винахідника з його старшим братом Людвіґом, що помер 12 квітня у Каннах) в одній із французьких газет, де засуджувалося винайдення ним динаміту, вважається тією подією, яка підштовхнула Нобеля до рішення залишити після своєї смерті якусь ціннішу спадщину.
27 листопада 1895 року Альфред Нобель підписав заповіт, згідно з яким усе своє майно розміром близько 31,5 млн шведських крон призначив на фінансування міжнародної премії. Згідно з його волею, щорічний прибуток від спадщини має ділитися на 5 рівних частин між особами, які попереднього року найбільше прислужилися людству в галузях фізики, хімії, фізіології або медицини, літератури і особливі досягнення перед людством у справі миру (Нобелівська премія миру).
Згідно з інструкціями Нобеля, відповідальним за присудження премії миру став Норвезький Нобелівський комітет, членів якого було призначено у квітні 1897 року після набуття чинності заповіту. Також були визначені організації, що присуджують інші премії. 7 червня 1897 р. Каролінський Інститут став відповідальним за присудження премії в галузі фізіології або медицини, при якому був створений уповноважений на це орган — Нобелівська асамблея. У 1977 році Нобелівська асамблея стала окремою приватною організацією, організованою Каролінським інститутом. До 1984 року всі професори Каролінського інституту належали до Асамблеї; з 1984 року членство було обмежено 50 професорами Каролінського інституту. 
Шведська академія отримала право присуджувати премію з літератури  9 червня 1897 р., а з 11 червня того ж року відповідальною за присудження премій з фізики та хімії стала Шведська королівська академія наук. Починаючи з 1969 року Королівська академія отримала право відбирати лауреатів з економічних наук.
29 червня 1900 року було засновано Фундацію Нобеля для керування фінансами й організації вручення Нобелівських премій. У Фундації Нобеля були досягнуті домовленості про базові принципи вручення премій, і у 1900 році розроблений статут Фундації був затверджений королем Оскаром II. У 1905 році Шведсько-норвезька унія була розірвана. З цього часу Норвезький Нобелівський комітет відповідає за присудження щорічної Нобелівської премії миру, а шведські установи та заклади є відповідальними за інші премії. Розгляд номінацій і кандидатів на Нобелівську премію миру Норвезький Нобелівський комітет здійснює спільно з Норвезьким Нобелівським інститутом в Осло, заснованим Фундацією Нобеля у 1904 році. Зокрема Інститут проводить перевіряння значущості внеску кандидатів у справу миру. Директор Інституту є постійним секретарем Нобелівського комітету.
Перші Нобелівські премії були присуджені у 1901 році .

## Вшанування пам'яті
• У 1912 році на території Каролінського інституту в Кунгсгольмені було встановлено бронзове погруддя Альфреда Нобеля (скульптор Ерік Ліндберґ / Erik Lindberg). У 1947 році скульптуру перевстановили  на території кампусу Каролінського інституту в Сульні .
• На честь А. Нобеля синтезований у 1958 р. у Сполучених Штатах новий радіоактивний хімічний елемент з атомним номером 102 назвали нобелієм.
• У 1968 р. засновано Премію Шведського центрального банку з економічних наук пам’яті Альфреда Нобеля.
• У 1970 р. Міжнародним астрономічним союзом ім’я Альфреда Нобеля присвоєно кратеру на зворотному боці Місяця.
• На честь А. Нобеля названо астероїд (6032) Нобель, відкритий 4 серпня 1983 р. фахівцями Кримської астрофізичної обсерваторії.
• 21 жовтня 1991 р. за ініціативою Шведського Нобелівського фонду на кошти Міжнародного фонду історії науки на Петроградській набережній у Санкт-Петербурзі відкрито бронзовий монумент Альфреду Нобелю.
• 1 квітня 2001 р. з нагоди 100-річчя присудження першої Нобелівської премії у Стокгольмі відкрили Музей Нобелівської премії.
• 14 жовтня 2003 року у парку ім. Теодора Рузвельта у Нью-Йорку біля Американського музею історії природи встановлений пам’ятник Альфреду Нобелю роботи шведського скульптора Сіверта Ліндблома (Sivert Lindblom) зі списком американських лауреатів Нобелівської премії 
• У 2010 р. ім’я Нобеля присвоєно одному з університетів у Дніпропетровську (нині — Дніпро). 
• У містах Житомирі та Кривому Розі вулицям присвоєні назви Нобелівська.